# Xenoophorus captivus
Genre
Espèce
Statut de conservation UICN

 EN (needs updating) A1ce+2ce, B1+2c, C1+2a : En danger
Synonymes
- Goodea captiva Hubbs, 1924
- Xenoophorus captivus captivus (Hubbs, 1924)
- Xenoophorus exsul Hubbs & Turner, 1939
- Xenoophorus captivus exsul Hubbs & Turner, 1939
- Xenoophorus erro Hubbs & Turner, 1939
- Xenoophorus captivus erro Hubbs & Turner, 1939[1]

Xenoophorus captivus est une espèce de poissons cyprinodontiformes de la famille des Goodeidae endémique du Mexique. C'est la seule espèce du genre Xenoophorus.

## Galerie

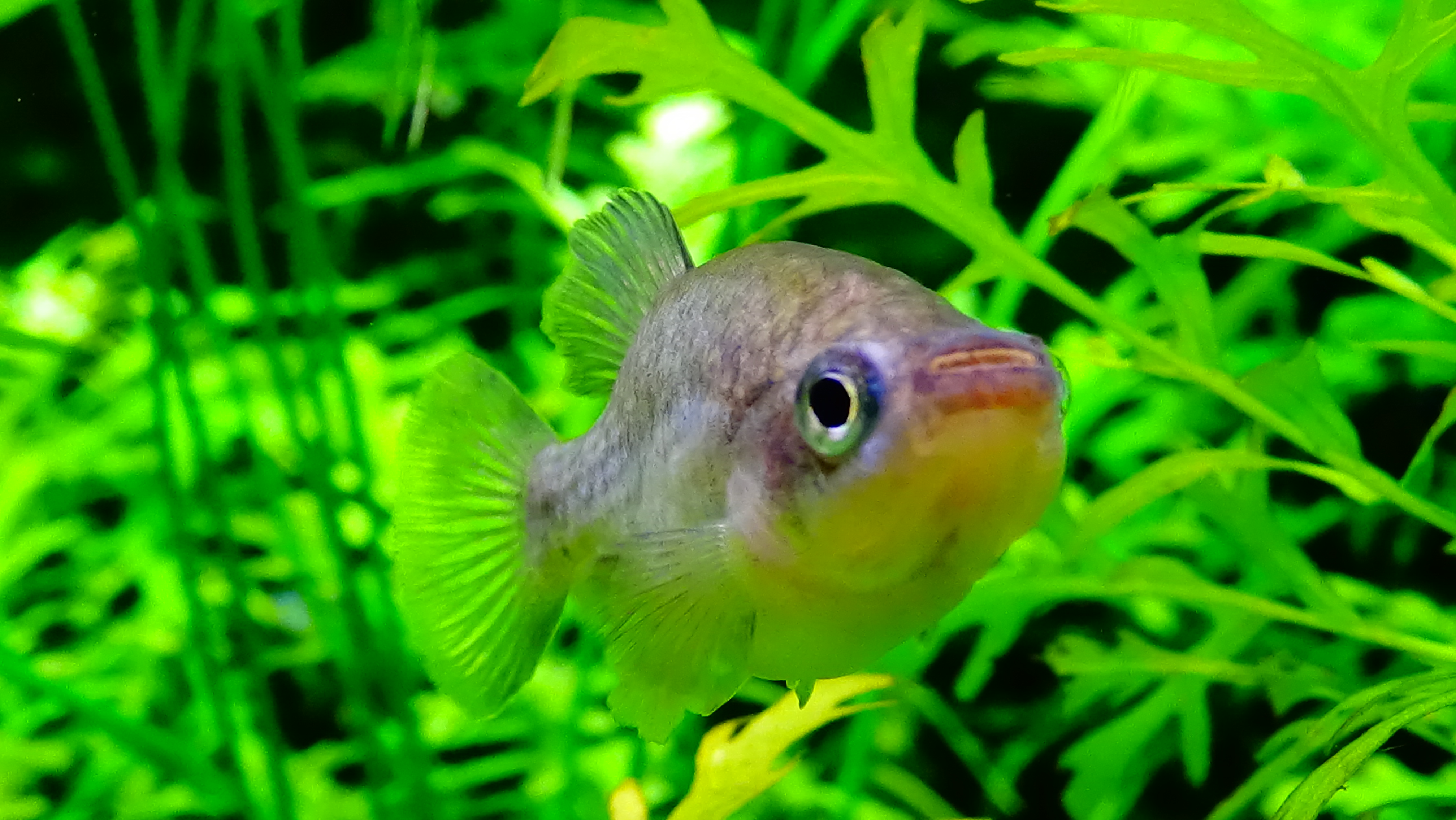
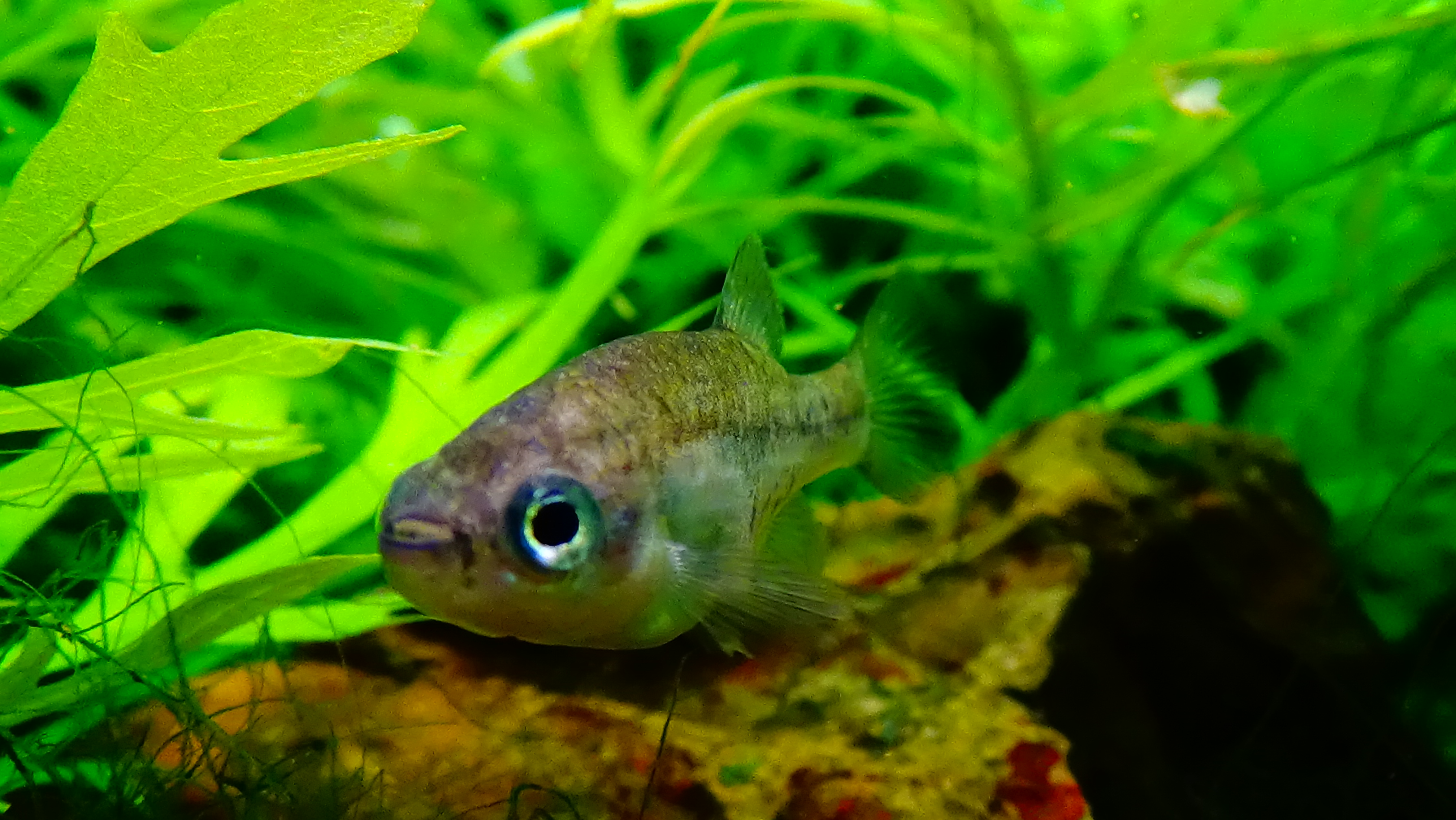
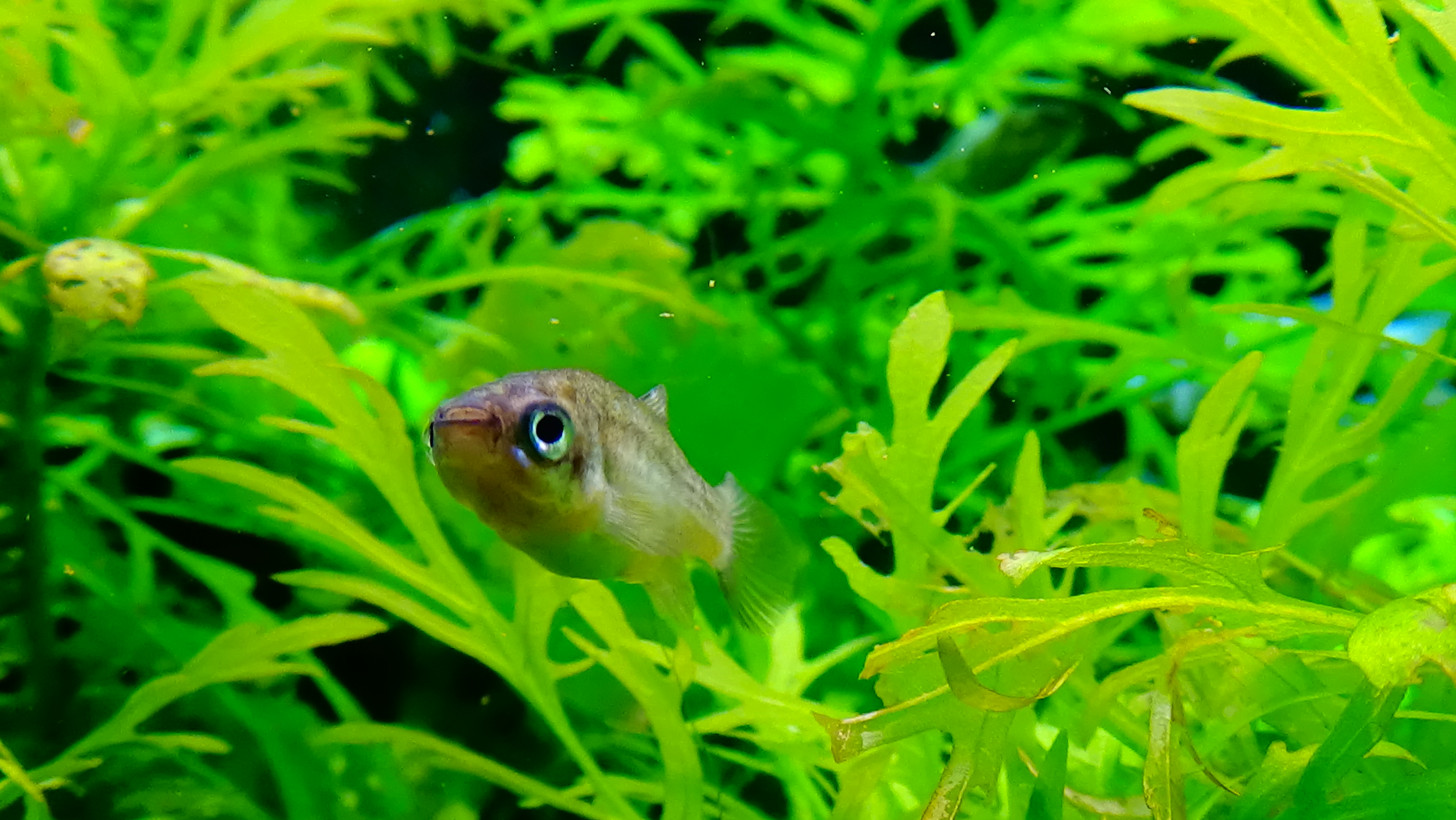

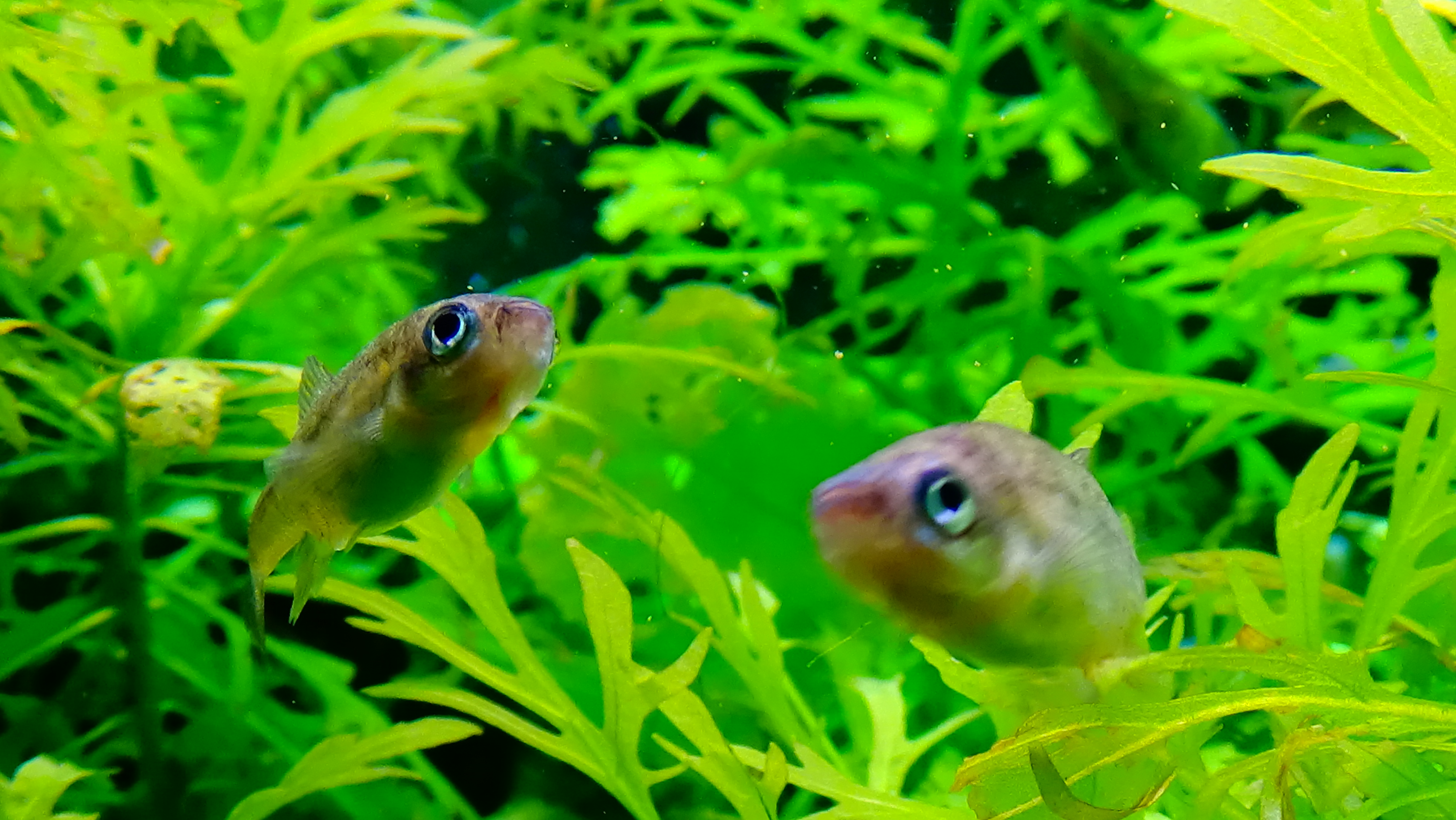
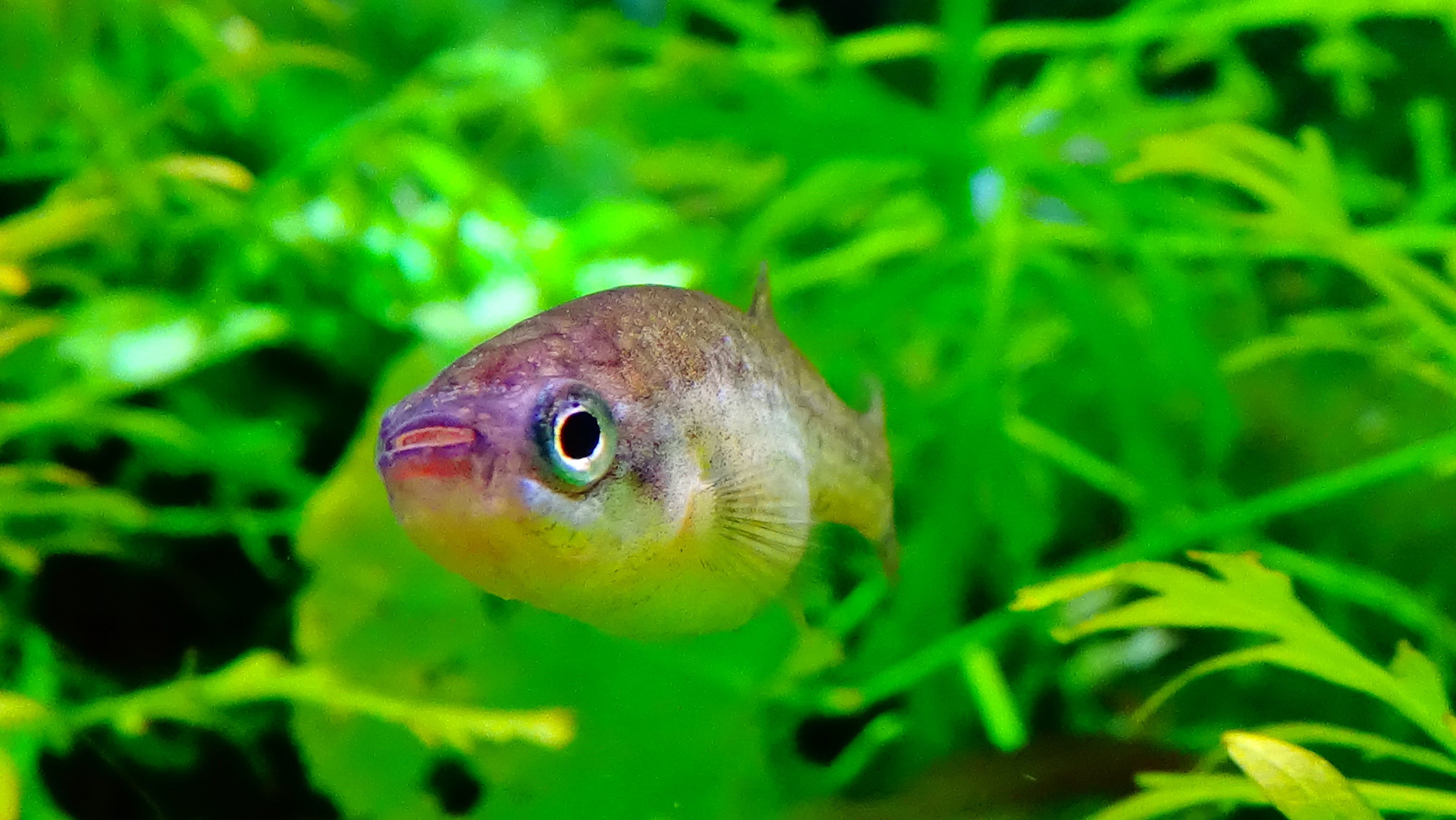
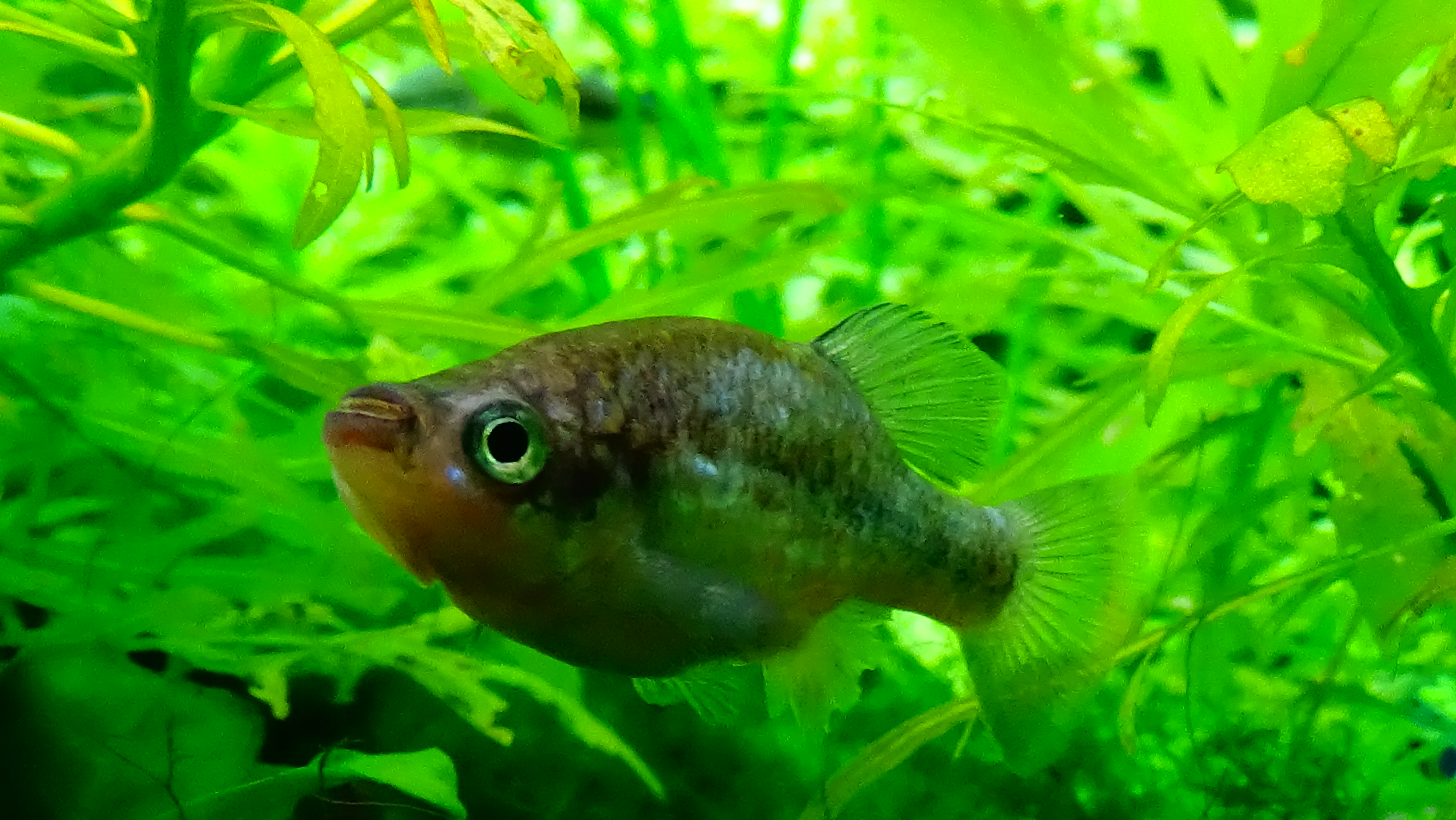